# Miryam Charles
Miryam Charles est une réalisatrice, productrice et directrice de la photographie canadienne d'origine haïtienne. Elle est l'auteure de plusieurs courts-métrages expérimentaux tels que Deuxième Génération et Une Forteresse.

## Biographie

### Formation
Miryam Charles se forme en production cinématographique à l'Université Concordia et obtient un baccalauréat en 2009. Pendant ses années d'études à l'Université, elle découvre plusieurs cinéastes afro-américains comme Spike Lee et Charles Burnett.
Cinéphile depuis l'enfance, Miryam Charles fréquente régulièrement les salles de cinéma de la Cinémathèque québécoise où elle développe une passion pour le cinéma africain. Cette découverte deviendra rapidement une source d'inspiration importante pour la cinéaste qui aura régulièrement recours à des formes et structures narratives non-linéaires dans ses films; une pratique qu'elle affectionne particulièrement chez les cinéastes Souleyman Cissé et Ousmane Sembène.

### Les débuts
Après l'obtention de son diplôme, elle commence sa carrière en tant que directrice de la photographie et collabore à plusieurs reprises avec le réalisateur Olivier Godin. Miryam Charles s'investit ensuite dans la production de courts-métrages de fiction et accompagne notamment deux longs-métrages d'Olivier Godin : Le pays des âmes en 2012 et Nouvelles, Nouvelles en 2014. Ses premières expériences dans le milieu du cinéma l'amèneront rapidement à travailler chez Cheminée Deux et Main Film.

### De la production à la réalisation

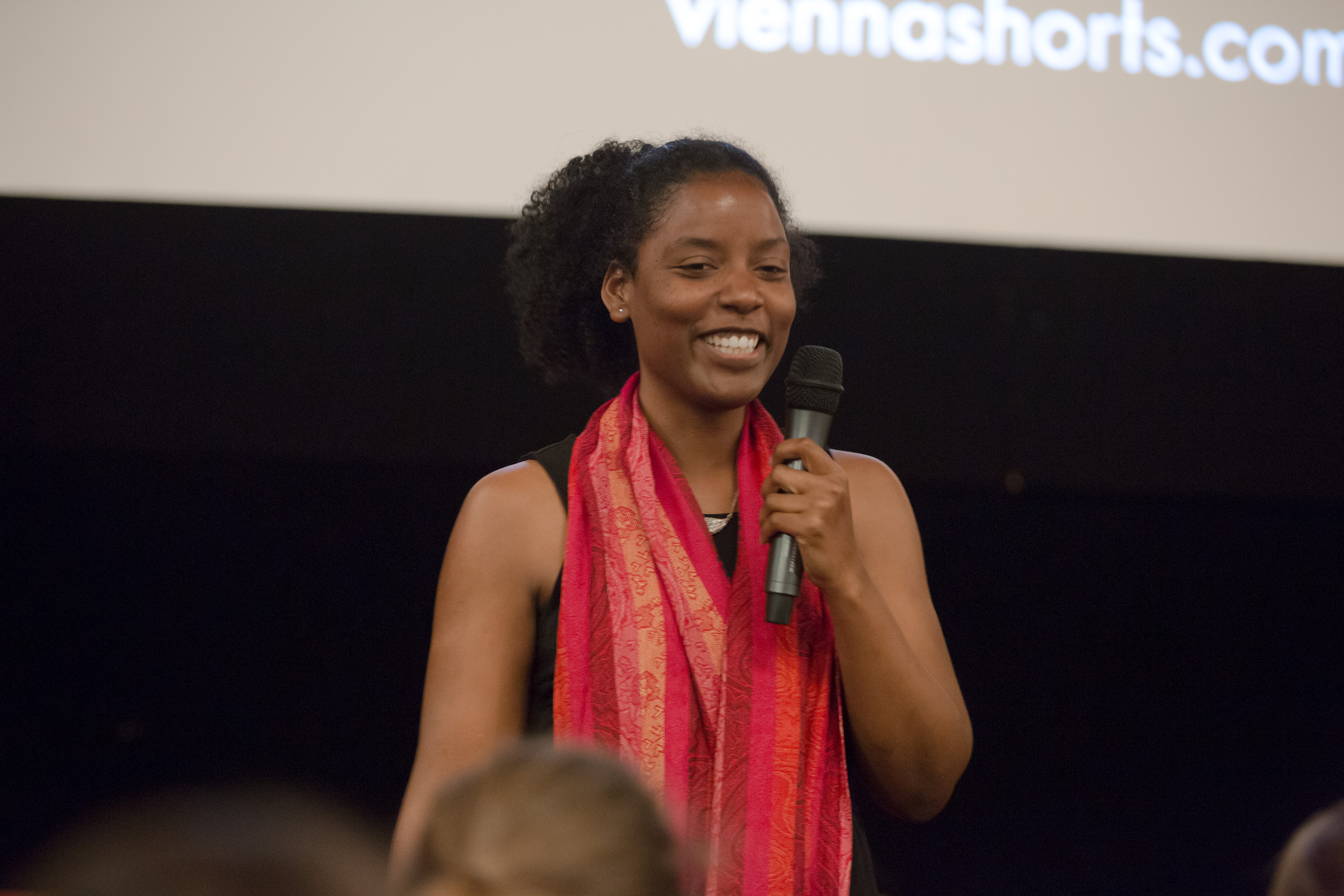
Miryam Charles à la Vienna Independent Shorts en 2016

Son travail en tant que productrice lui permet de gagner suffisamment de confiance en elle pour passer à la réalisation de ses premiers courts-métrages. Sur un ton poétique et onirique, Vole, vole tristesse, son premier film, met en scène une population bouleversée à la suite d'une catastrophe nucléaire,. Pour ce court-métrage, la jeune cinéaste obtient le prix de la meilleure œuvre d’art et expérimentation aux Rendez-vous Québec Cinéma en 2016. À la suite de ce succès, Miryam Charles réalise et produit plusieurs courts-métrages entre 2016 et 2021 qui révéleront les aspirations politiques de la cinéaste. Oscillant entre images abstraites et récits intimes, sa filmographie questionne l’absence de représentation des populations afro descendantes et arbore une quête à la fois personnelle et engagée en lien avec ses origines,.
En 2020, Miryam Charles et Valérie Bah reçoivent de l'organisme Québec cinéma, une bourse de 5 000 $ ainsi qu'un mentorat offert par Netflix pour préparer leur prochain long métrage : Le marabout.
En parallèle à ce projet, la réalisatrice finalise son premier long métrage, Cette maison, en 2021: un essai documentaire personnel qui a été présenté en première mondiale à la 72e édition de la Berlinale en 2022,,.

## Filmographie en tant que réalisatrice
- 2015 : Vole, vole tristesse
- 2016 : Vers les colonies
- 2018 : Une forteresse
- 2018 : Trois Atlas
- 2019 : Deuxième génération
- 2021 : Au crépuscule
- 2021 : Chanson pour le nouveau monde
- 2022 : Cette Maison

## Filmographie en tant que productrice
- 2011 : Danger of Death (pour Pénélope) de Olivier Godin
- 2012 : Le pays des âmes de Olivier Godin
- 2012 : La boutique de forge de Olivier Godin
- 2013 : Full love de Olivier Godin
- 2014 : Un feu de bengale de Olivier Godin
- 2014 : Nouvelles, Nouvelles de Olivier Godin
- 2017 : La nuit des chutes de Ariane Bilodeau
- 2017 : Al Kanadi de Fouad Sassi
- 2018 : Akadyèn de Mélissandre Gibbs

## Distinctions

### Récompenses
- Lauréat du programme de mentorat "La Forge Québec Cinéma" en 2020 initié par Netflix et Québec Cinéma pour le projet de film, Le marabout porté en collaboration avec Valérie Bah.
- Mention spéciale du jury/nouveaux alchimistes attribuée en 2018 par le Festival du nouveau cinéma pour Trois Atlas.
- Prix de la meilleure œuvre d'art et expérimentation remis en 2019 par le festival Rendez-vous Québec Cinéma en 2016 pour Trois Atlas.
- Prix de la meilleure œuvre d'art et expérimentation remis en 2016 par le festival Rendez-vous Québec Cinéma en 2016 pour Vole, vole tristesse.

### Nominations et sélections
- 72e édition de la Berlinale 2022 : sélection du film Cette maison.